# Ala I Ulpia Dromadariorum
Die Ala I Ulpia Dromadariorum [Palmyrenorum] [milliaria] (deutsch 1. Ala die Ulpische der Kamelreiter [der Palmyrener] [1000 Mann]) war eine römische Auxiliareinheit. Sie ist durch Militärdiplome und Inschriften belegt.

## Namensbestandteile
- Ulpia: die Ulpische. Die Ehrenbezeichnung bezieht sich auf Kaiser Trajan, dessen vollständiger Name Marcus Ulpius Traianus lautet.

- Dromadariorum oder Dromedariorum: der Kamelreiter. In den Militärdiplomen kommt die Variante Dromadariorum vor, während in Inschriften in griechischer Sprache die zweite Variante gebraucht wird.

- Palmyrenorum: der Palmyrener. Der Zusatz kommt in den Militärdiplomen von 123/126 bis 142 und in einer Inschrift vor.

- milliaria: 1000 Mann. Der Zusatz kommt in den Militärdiplomen vor.

Die Einheit war eine Ala milliaria. Die Sollstärke der Ala lag bei 720 Mann, bestehend aus 24 Turmae mit jeweils 30 Reitern.

## Geschichte
Die Ala war in den Provinzen Arabia und Syria (in dieser Reihenfolge) stationiert. Sie ist auf Militärdiplomen für die Jahre 123/126 bis 156/157 n. Chr. aufgeführt.
Der erste Nachweis in Arabia beruht auf einem Diplom, das auf 123/126 datiert ist. In dem Diplom wird die Ala als Teil der Truppen aufgeführt, die in der Provinz stationiert waren. Ein weiteres Diplom, das auf 142 datiert ist, belegt die Einheit in derselben Provinz.
Zu einem unbestimmten Zeitpunkt wurde die Einheit nach Syria verlegt, wo sie erstmals durch ein Diplom nachgewiesen ist, das auf 153 datiert ist. In dem Diplom wird die Ala als Teil der Truppen (siehe Römische Streitkräfte in Syria) aufgeführt, die in der Provinz stationiert waren. Ein weiteres Diplom, das auf 156/157 datiert ist, belegt die Einheit in derselben Provinz.
Die Angehörigen dieser speziellen Einheit wurden vermutlich als Kundschafter oder Kuriere sowie als Eskorte für Karawanen eingesetzt. Darüber hinaus mussten sie auch wichtige Verbindungs- und Versorgungswege in den Wüstengebieten der Provinzen Arabia und Syria überwachen.

## Standorte
Standorte der Ala in Syria waren möglicherweise:
- Palmyra: Die Inschriften von C. Vibius Celer und Τι. Κλαυδιος Φι[] wurden hier gefunden.

## Angehörige der Ala
Folgende Angehörige der Ala sind bekannt:

### Kommandeure
| - C. Vibius Celer, ein Präfekt - Κρεπεριος, ein επαρχος | - Τι. Κλαυδιος Φι[], ein επαρχος |

### Sonstige
| - Δεμετρις Ζαννιον - Iulius Candidus, ein Veteran und ehemaliger Duplicarius (CIL 3, 123) - Κασσι[] | - Ουλπιανοις - Ουλπις Μαγνος - Sεονερος |